# Thun-Panorama
Das Thun-Panorama, ehemals Wocher-Panorama, ist ein Rundbild der Stadt Thun. Es wurde von 1809 bis 1814 vom Basler Künstler Marquard Wocher gemalt. Das Gemälde in der Grösse von rund 7,5 × 38 Meter ist das älteste erhaltene Panorama der Welt. Seit 1960 ist es im Besitz der Eidgenössischen Gottfried Keller-Stiftung; seit 1961 ist es im Schadaupark in Thun zu besichtigen.

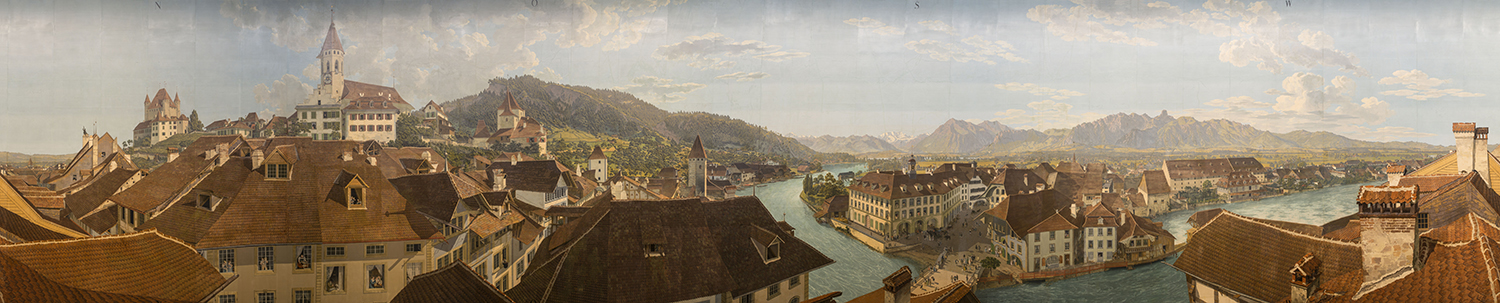
Von links: Im Norden das Schloss, Stadtkirche, rechts daneben das schmale Sigristenhaus. Im Osten die ehemalige Vorburg der Herren von Thun, im Süden das Gasthaus zum Freienhof, im Westen am Aareufer Kleinbauten von Handwerkern und das mächtige Kornhaus.

## Geschichte

### Entstehung

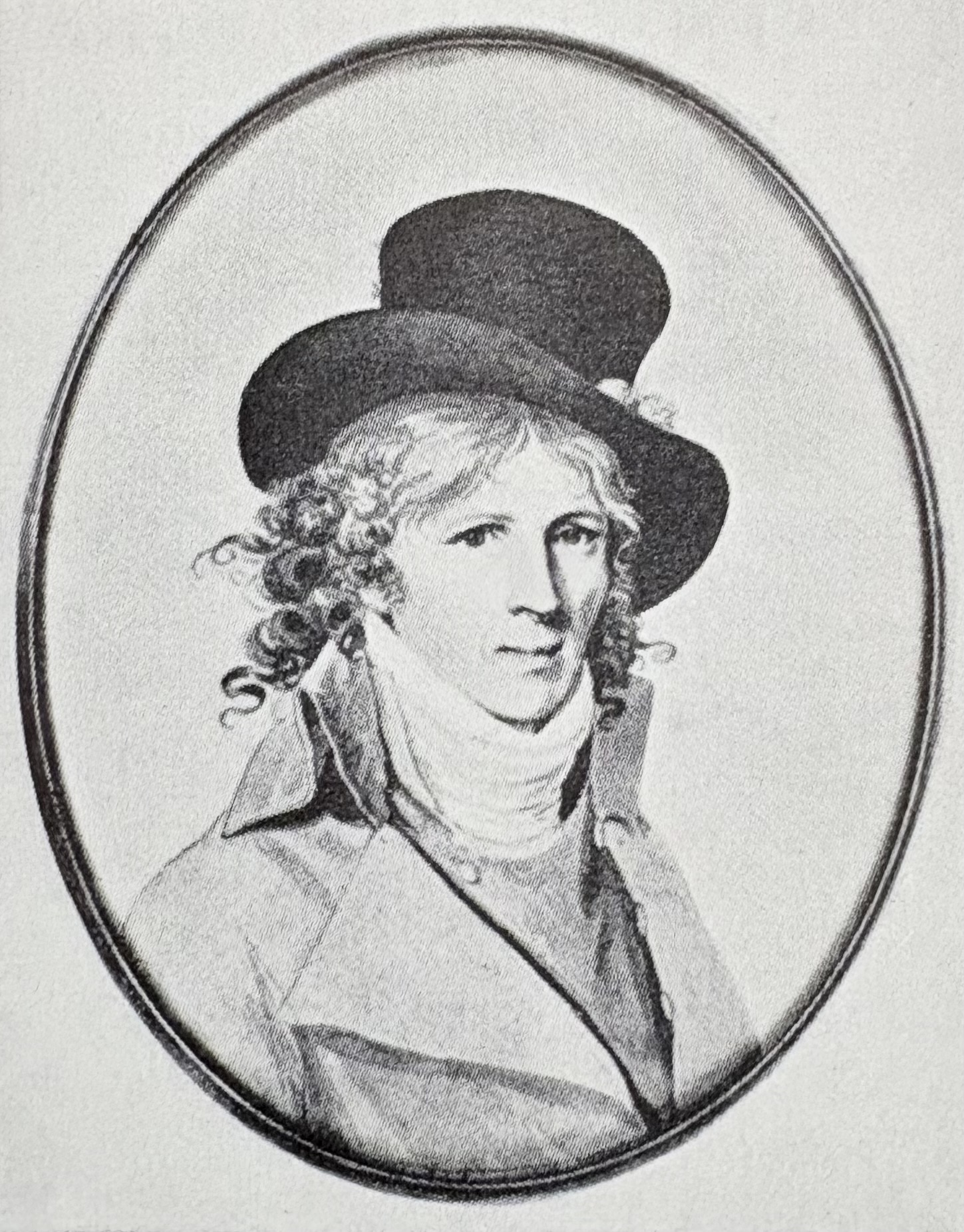
Marquard Wocher 1798, Selbstportrait

1908 besuchte Wocher das Unspunnenfest in Interlaken; sein Freund, der Berner Maler Franz Niklaus König, war einer der Organisatoren. Auf der Fahrt kam er durch Thun und war von der kleinen Stadt am See derart begeistert, dass er sich vornahm, ein Panorama der Stadt und ihrer Umgebung zu malen. Zwei Sommer verbrachte er in Thun und zeichnete. Gleichzeitig wurde für das Panorama in Basel an der Sternengasse in der Aeschenvorstadt ein Rundbau mit einem inneren Durchmesser von ca. 12,5 Metern gebaut. Ermöglicht wurde der Bau durch ein Darlehen von Freunden.
Zurück in Basel arbeitete er von 1809 bis 1814 ohne Gehilfen fünf Jahre lang am Bild. Da er die 38 × 7,5 m grosse Leinwand nicht ohne Falten aufziehen konnte und die grobe Textur des Tuches das Malen erschwerte, fand er mit Hilfe von Freunden aus dem Buchbindergewerbe eine Lösung: Er überklebte die Leinwand mit Büttenpapier und erhielt so eine ebene Fläche für sein Bild. Um die Abbildung aktuell zu halten, informierten ihn die befreundeten Maler Johann Rudolf Follenweider (1774–1847) und Johann Jakob Biedermann mit Skizzen und schriftlichen Berichten über die baulichen Veränderungen in der Stadt. Deshalb sieht das Bild heute so aus, wie sich Thun im Jahr 1814 präsentierte.
1814 war das Panorama fertig, im Rundbau aufgestellt und Wocher öffnete die Ausstellung für das Publikum. Trotz eines relativ hohen Eintrittspreises kamen Besucher aus der ganzen Welt. Im Gästebuch sind auch Prominente eingetragen, so zum Beispiel die zweite Frau Napoleons, Marie-Louise von Österreich, sowie die Grossfürsten Michael und Nikolaus, der spätere Zar von Russland.
Wirtschaftlich schwierige Zeiten in den 1820er-Jahren führten zu einem Rückgang der Besucherzahlen. 1828 und 1829 versuchte Wocher vergeblich, das Panorama zu verkaufen, um den ihm geliehenen Betrag verzinsen bzw. zurückzahlen zu können.

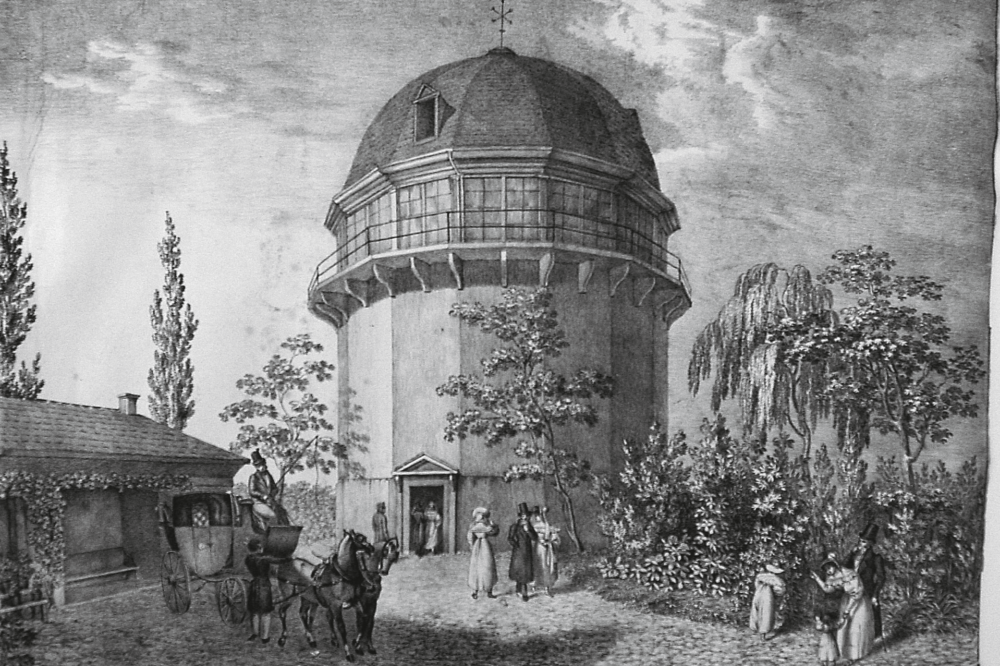
Die Basler Rotunde, Darstellung von Friedrich Meyer
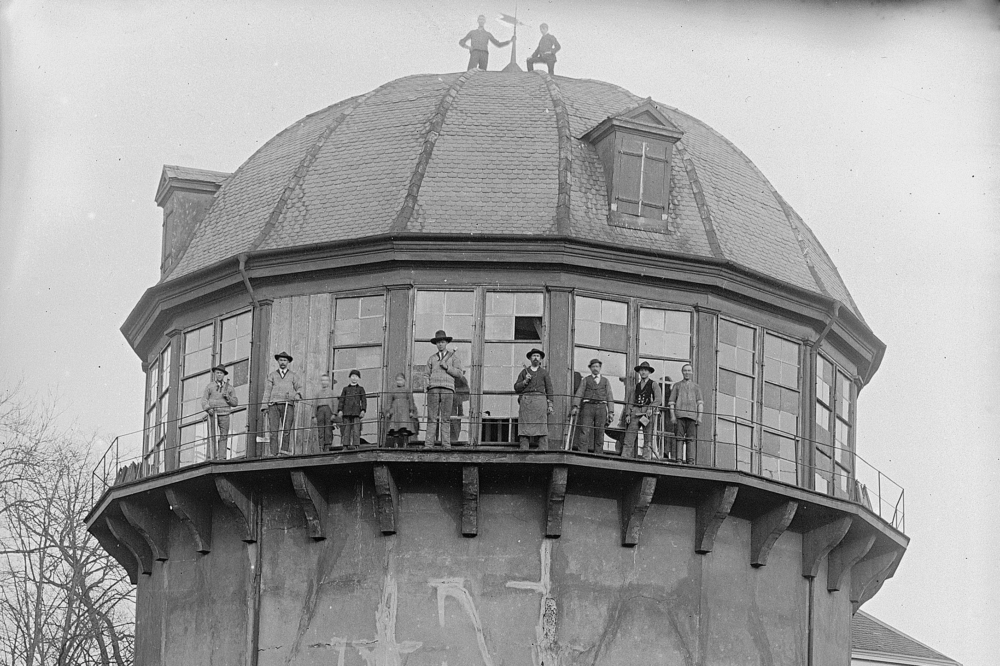
Vor 1894
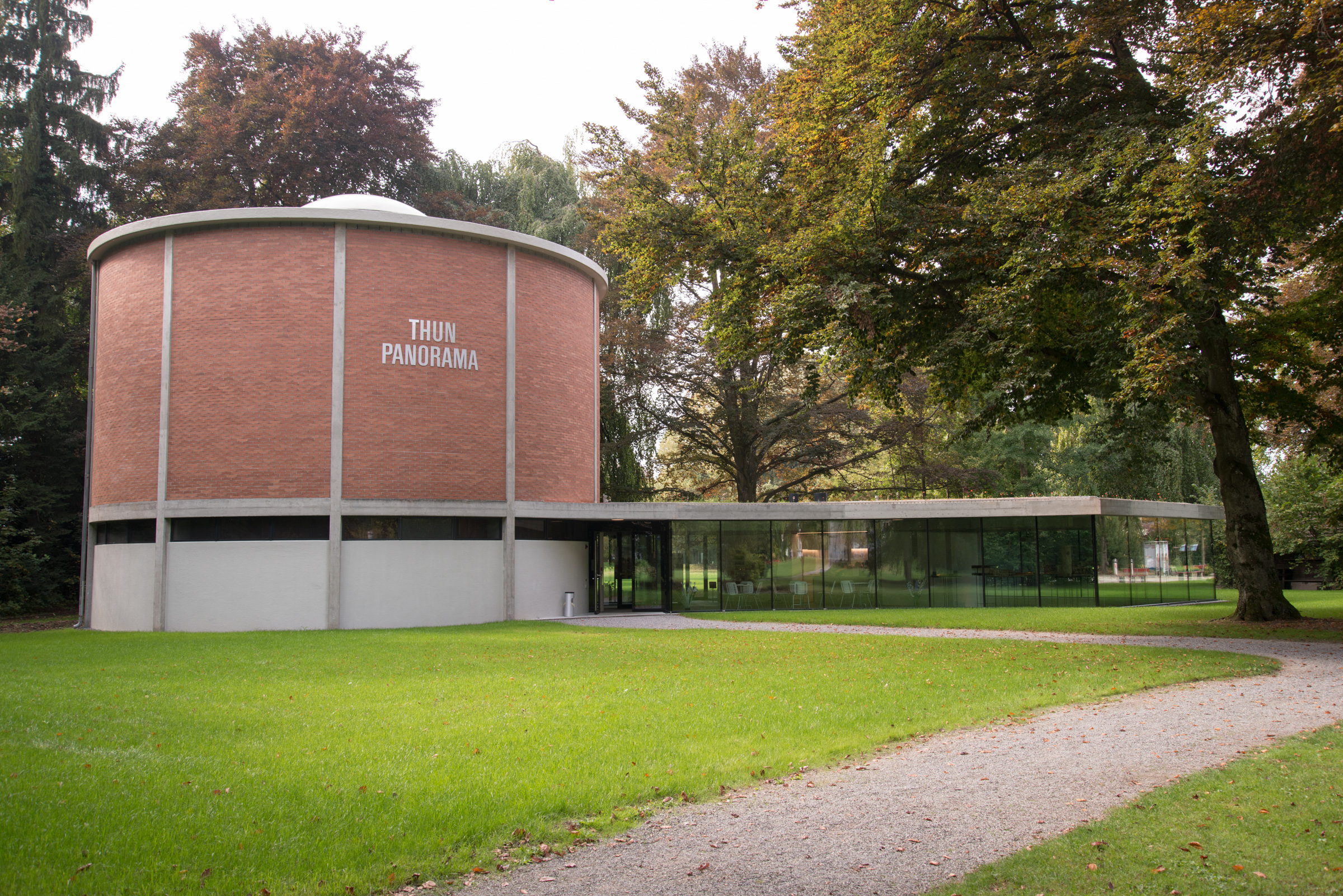
Gebäude in Thun mit dem Erweiterungsbau, 2014

### Nach 1830
Nach Wochers Tod im Jahr 1830 wechselte das Bild mehrere Male den Besitzer. Zuerst ersteigerte es der Makler Benedict de Anton Maeglin, der es 12 Tage später Rudolf Hauser-Oser verkaufte. 1884 erbten Hanna-Maria und Rudolf Heinrich Götz-Hauser Bild und Rotunde, die zehn Jahre später abgerissen wurde.
1887 kaufte der Basler Architekt Leonhard Friedrich das Gemälde. Er entfernte es aus der Rotunde und rollte es auf eine eigens dafür angefertigte Holzwalze. Friedrich versuchte vergeblich, das Bild zu verkaufen und schenkte es daher 1899 dem Thuner Verschönerungsverein unter der Bedingung, es dürfe nur als Gesamtwerk gezeigt werden. Der Verein wiederum brachte die Mittel für eine erneute Ausstellung nicht zusammen, auch fehlte ein Ort dafür. So wurde der falsch zusammengerollte Leinwandstreifen unter dem Boden der Turnhalle der Aarefeldschule aufbewahrt. Als diese 1920 abgerissen wurde, kam das Bild wieder zum Vorschein und wurde im ehemaligen Stadtbauamt eingelagert. 1949 wurde es im Sommer bei den Vorbereitungen zur ersten Kantonal-Bernischen Ausstellung «Kaba» auf einem Fussballplatz ausgerollt. Da die Bemühungen scheiterten, es über dem Eingang zur Ausstellung zu befestigen, wurde es wieder eingelagert.
1955 führte eine Ausstellung im Hotel Thunerhof mit Wochers Werken zur Wiederentdeckung. Am 23. Juni wurde das Gemälde auf dem Pausenplatz Dürrenast ausgebreitet. Es wurde anschliessend wieder verstaut, aber ein Jahr später bewilligte der Thuner Stadtrat einen Kredit von 93’000 Fr. für den Bau eines Panoramagebäudes. Auch der Standort wurde beschlossen: Im Schadaupark sollte es zu stehen kommen. 1958 wurde das Panorama auf dem Pausenplatz des Schulhauses Aarefeld ein drittes Mal ausgerollt, in sechzehn 2,4 Meter breite Bahnen geschnitten und im Speisesaal des Hotels Bellevue durch Hans A. Fischer (1916–2000) restauriert. Anschliessend wurden die Streifen auf Pavatexplatten geklebt.
1960 kaufte die Eidgenössische Gottfried-Keller-Stiftung das Panorama für 45'000 Franken. Am 10. Juni 1961 wurde der von Stadtbaumeister Karl Keller entworfene Rundbau eröffnet. 2009 wurde das Bild von Wocher-Panorama in Thun-Panorama umbenannt.
Seither setzte die Feuchtigkeit im Winter dem Panorama stark zu, und im Sommer 2014 restaurierte das Team um den Restaurator Michael Fischer das Bild erneut. Am 28. März 2015 wurde das Gebäude durch einen Bau des Luzerner Architekturbüros Graber & Steiger und des Ingenieurs Joseph Schwartz erweitert. Es ist der Öffentlichkeit von März bis November zugänglich.

Blick von Norden nach Westen
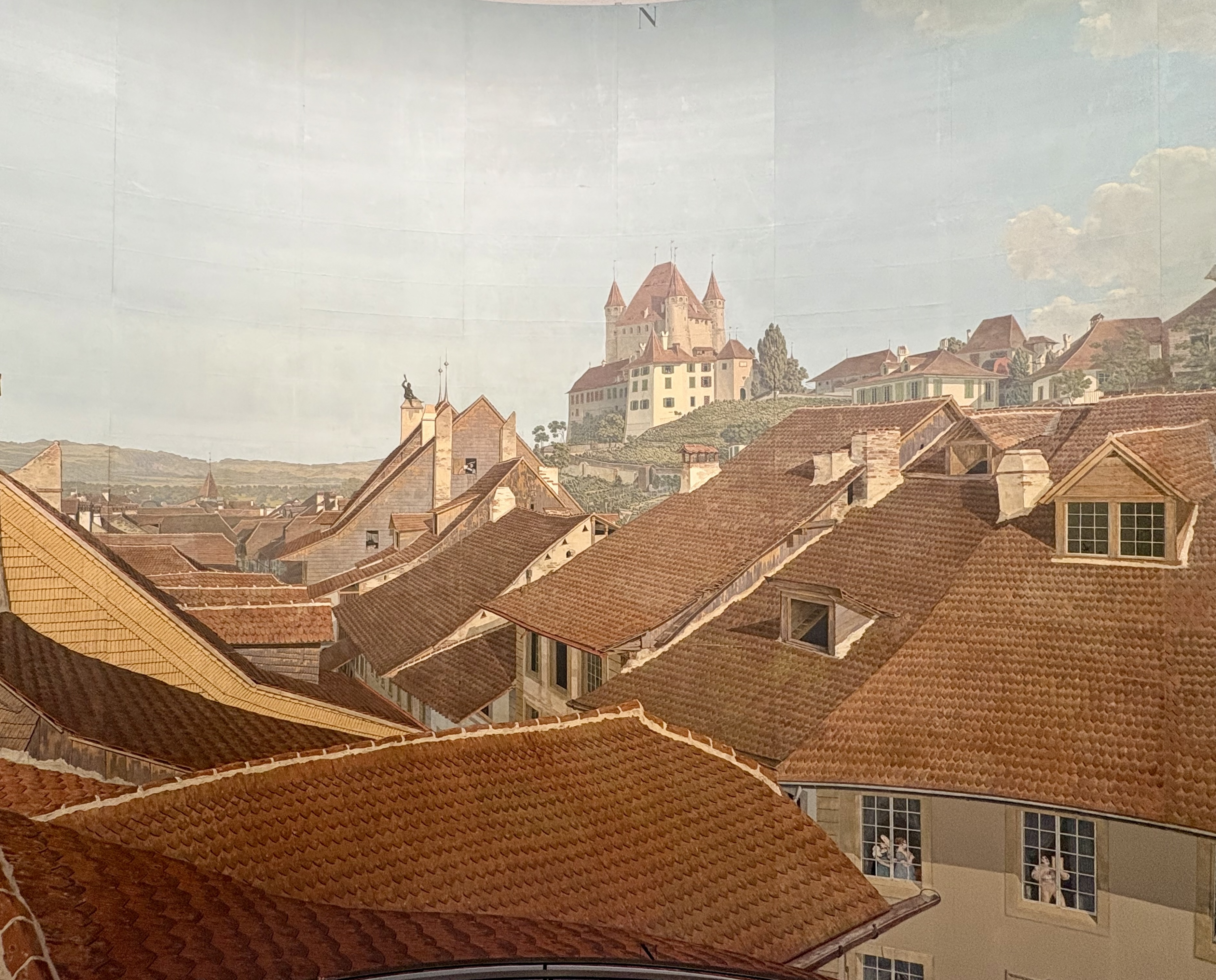
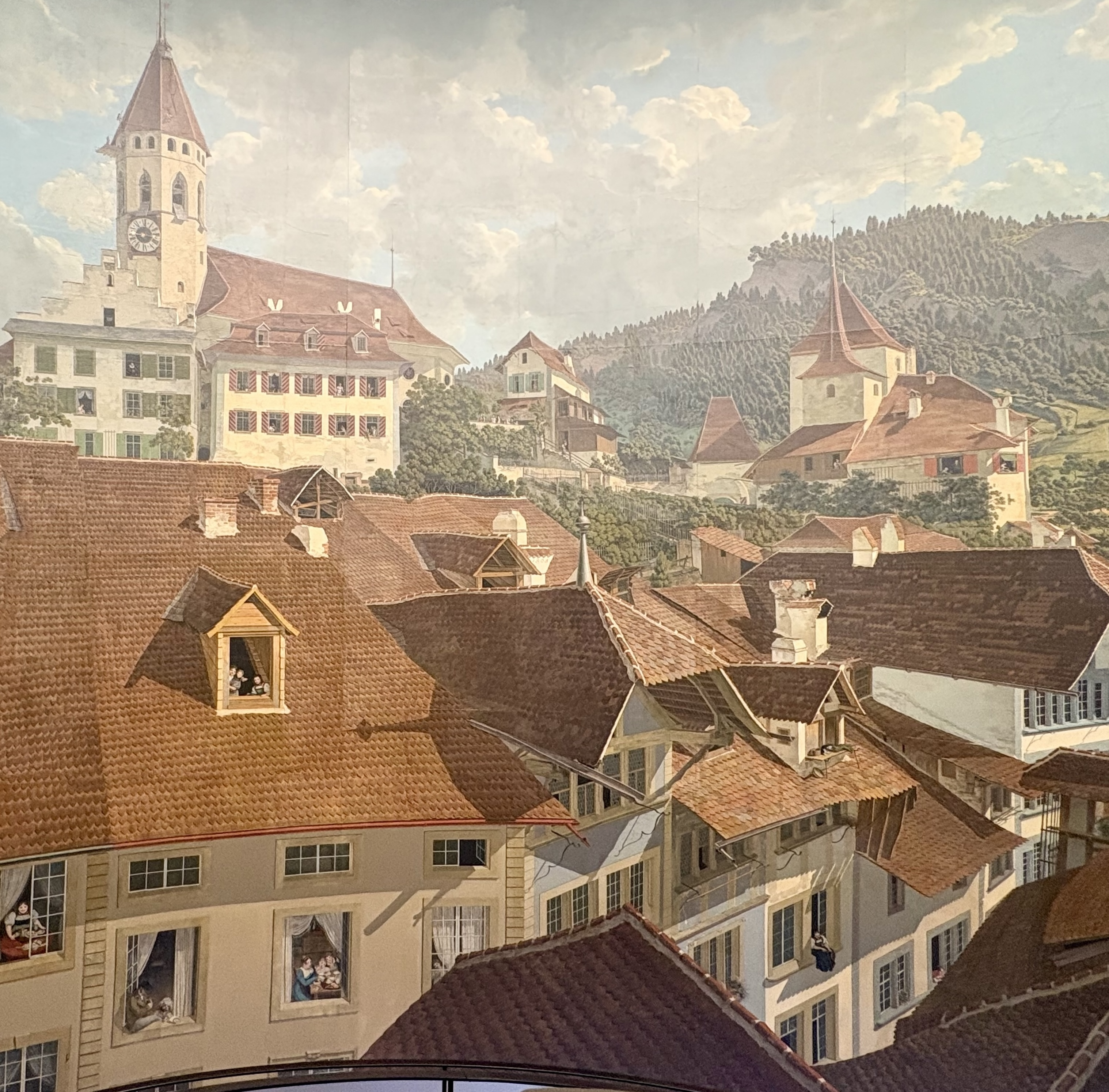
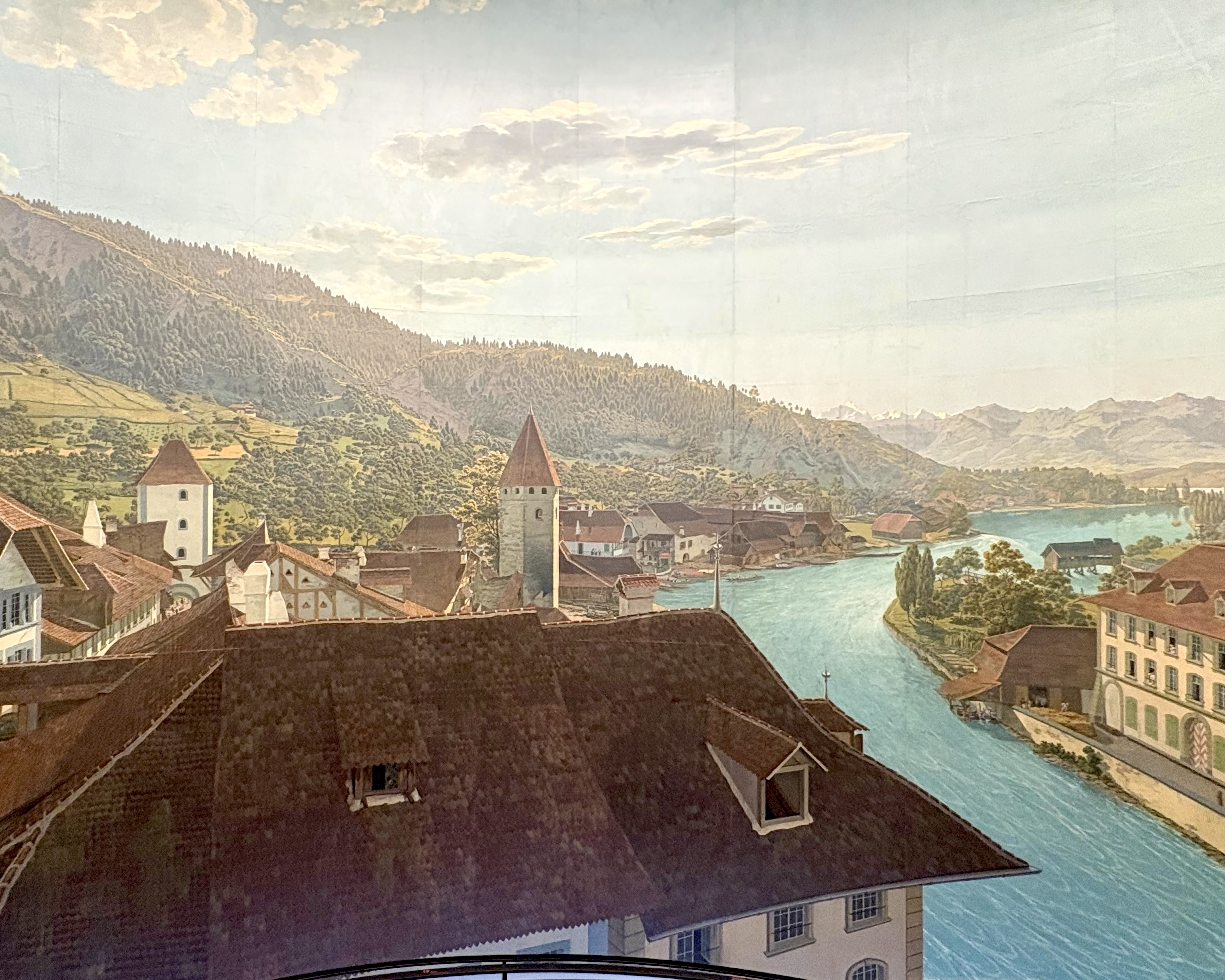
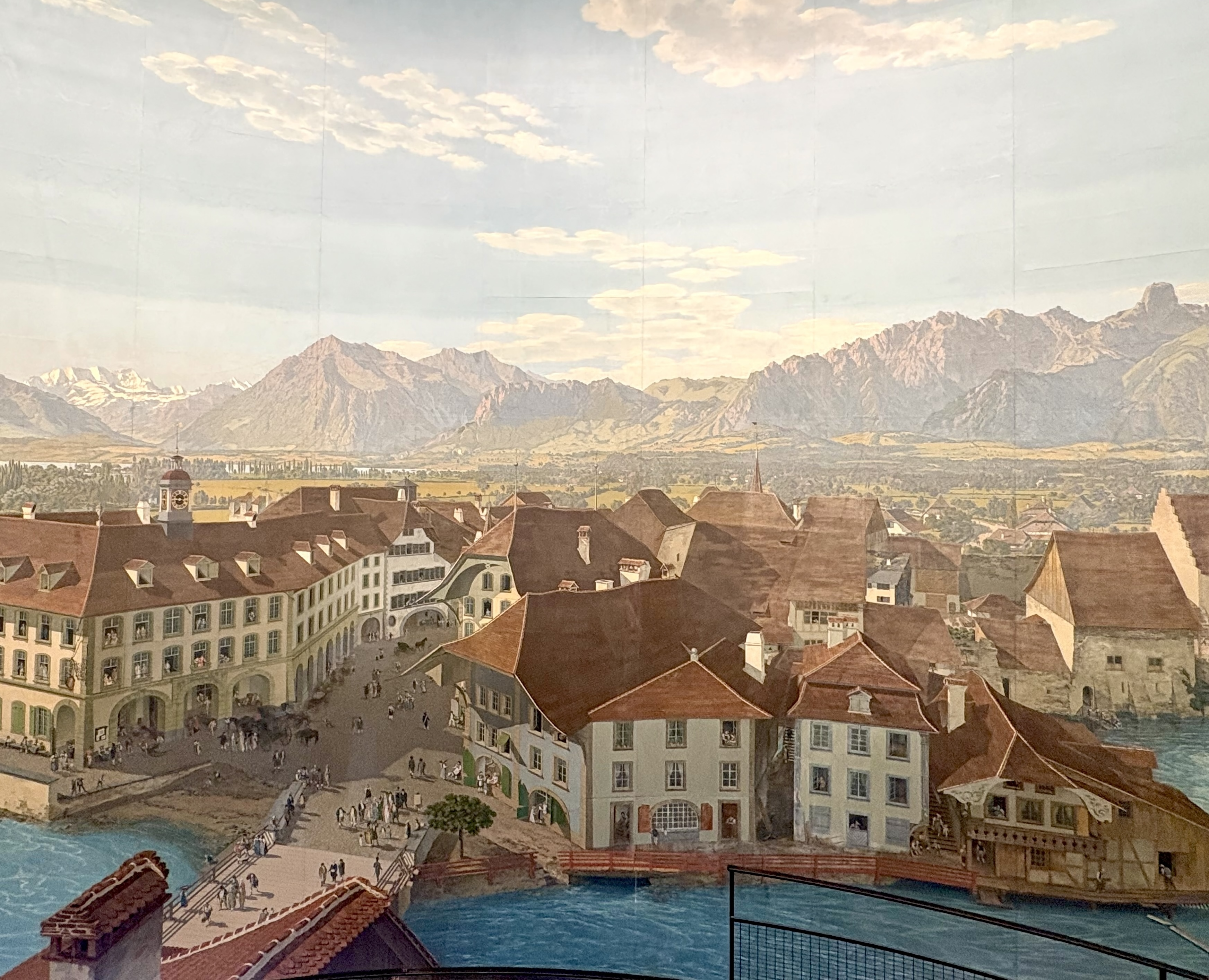
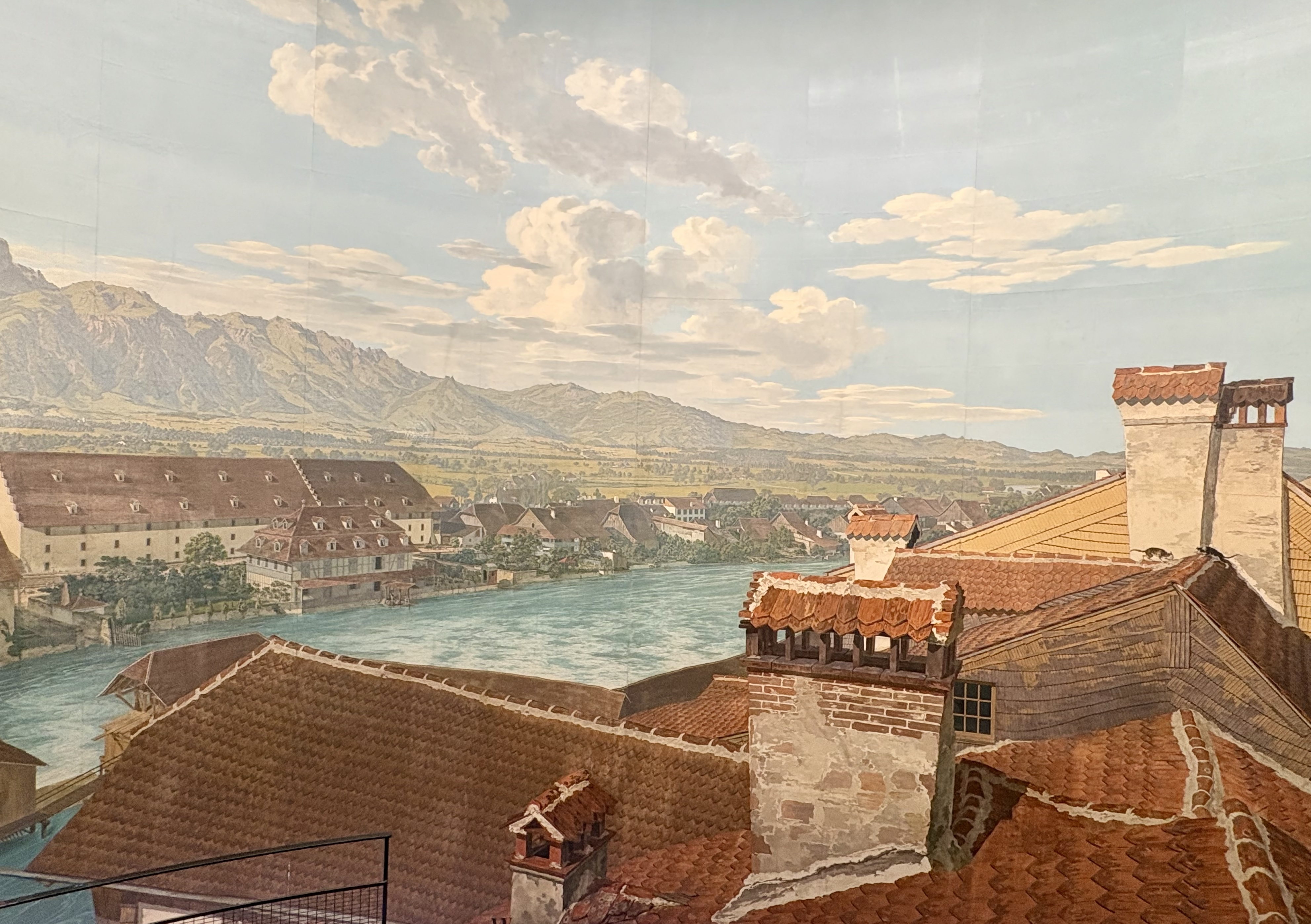

## Inhalt
Das Panorama stellt eine Kleinstadt und ihre Umgebung um 1810 realistisch dar. Wocher skizzierte die Szene aus der Perspektive eines Dachs in der Thuner Altstadt in der Nähe der Aare und zeigt Einblicke in Wohnstuben, Schulzimmer und Gassen, dazu den Rundblick vom Aarequai zu Niesen, Blüemlisalp, Jungfrau und wieder zurück zum Schloss. Abgebildet sind unzählige Figuren, Männer, Frauen und Kinder, es sollen 333 sein. Darunter sind ländlich gekleidete Trachtenleute, Bürger verschiedenen Standes und Fremde. Die vier Himmelsrichtungen sind durch ihre Anfangsbuchstaben markiert.
„Das grosse Bild stellt die Stadt Thun und ihre schöne Umgebung in einer liebenswürdigen Ausführlichkeit dar, die in geradezu bezaubernder Weise die bauliche und landschaftliche Bühne, das alltägliche Geschehen und die Lebensatmosphäre einer … zurückliegenden Zeit für die Nachwelt festhält.“ (Paul Leonhard Ganz: Das Rundbild der Stadt Thun. Gesellschaft für Schweizerische Kunstgeschichte, Basel 1975).

Details
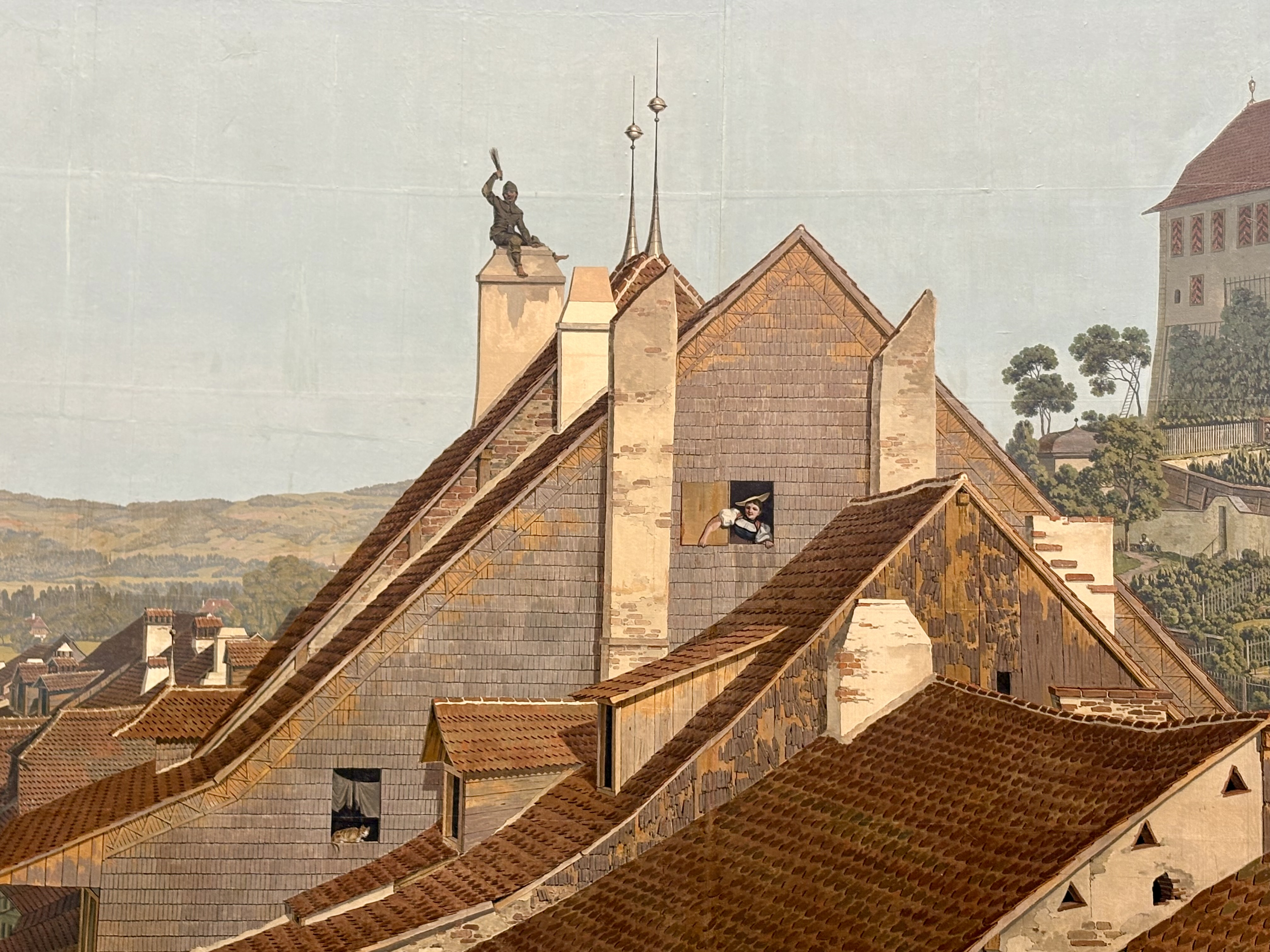
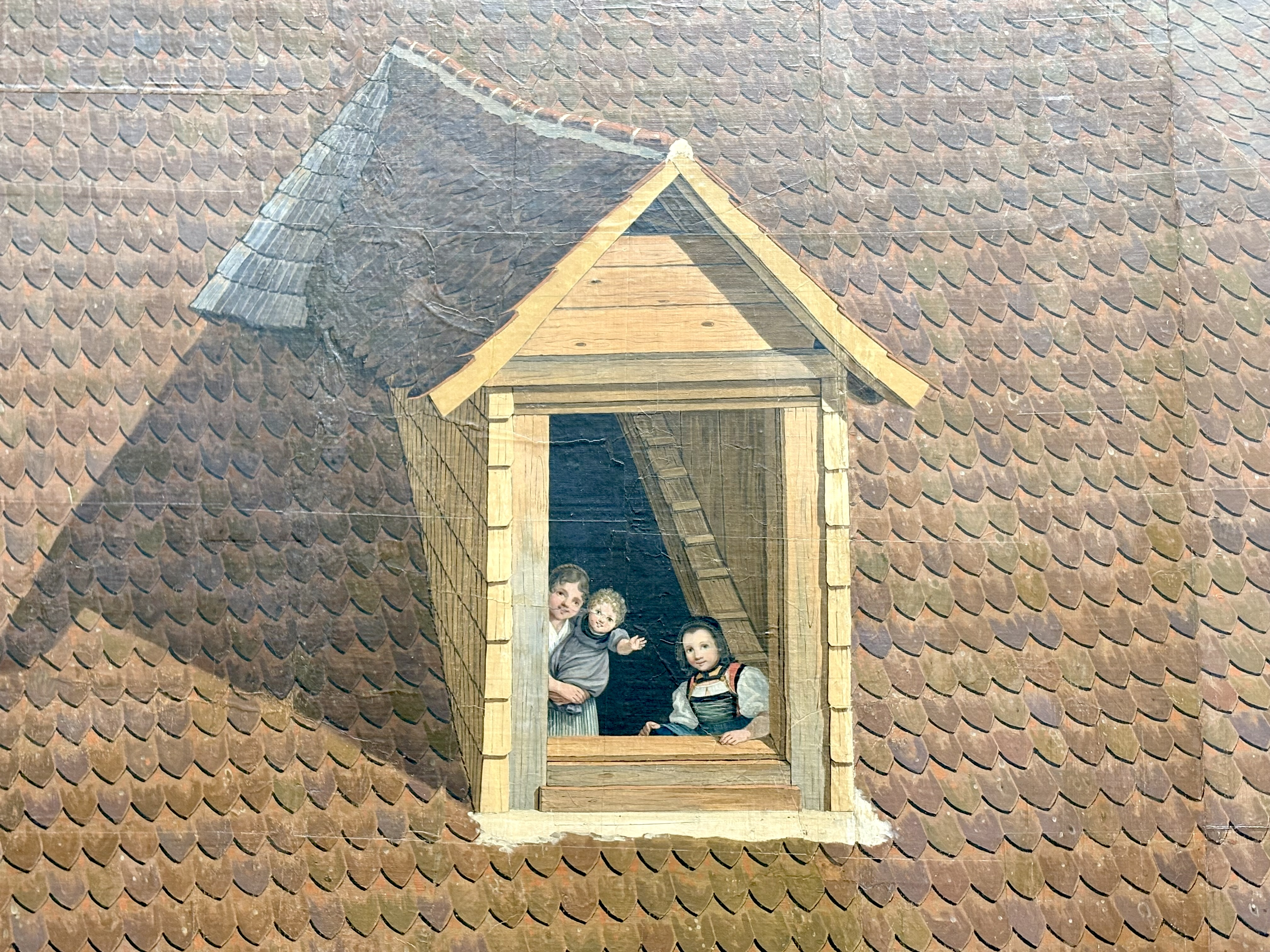
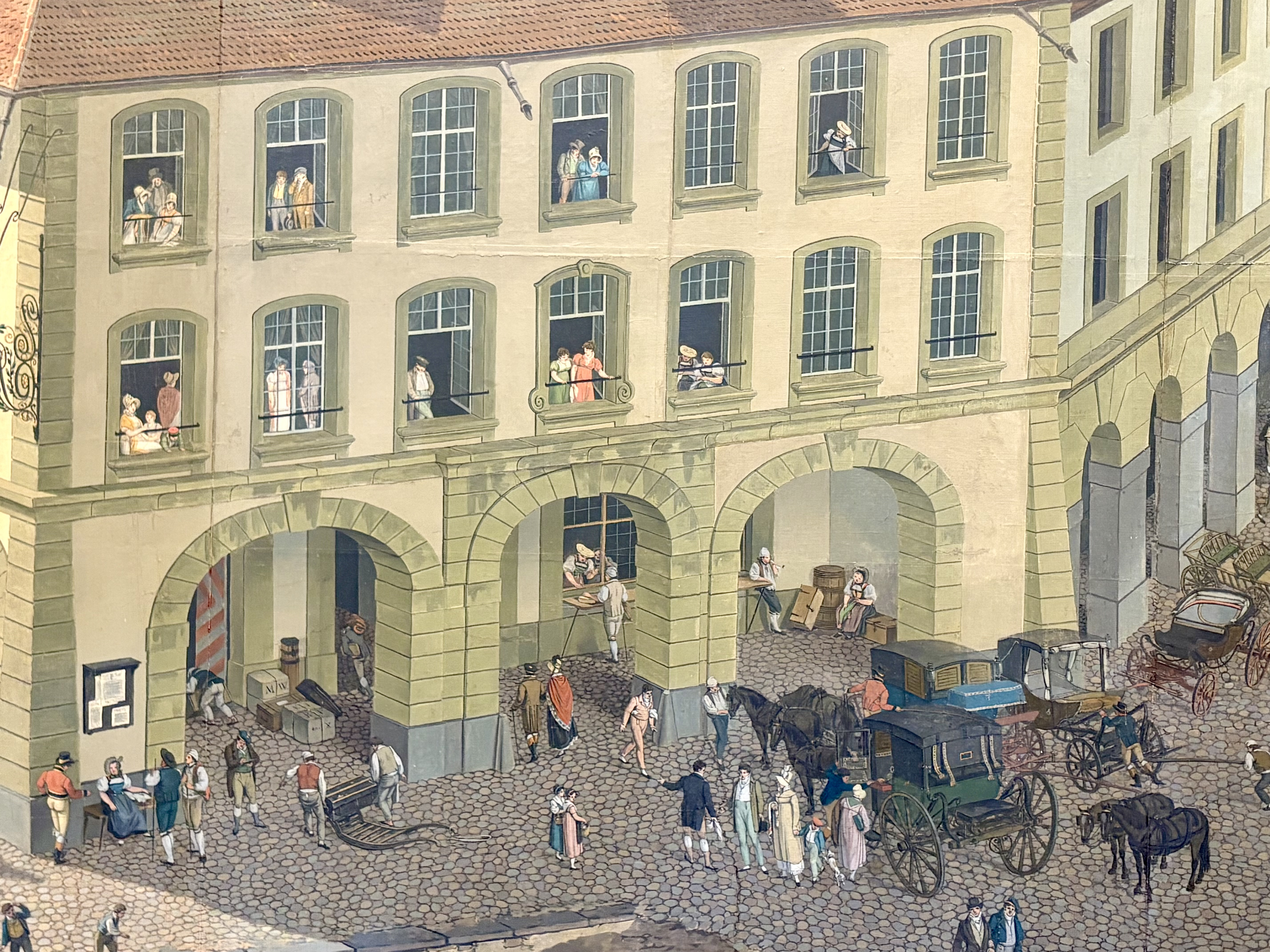
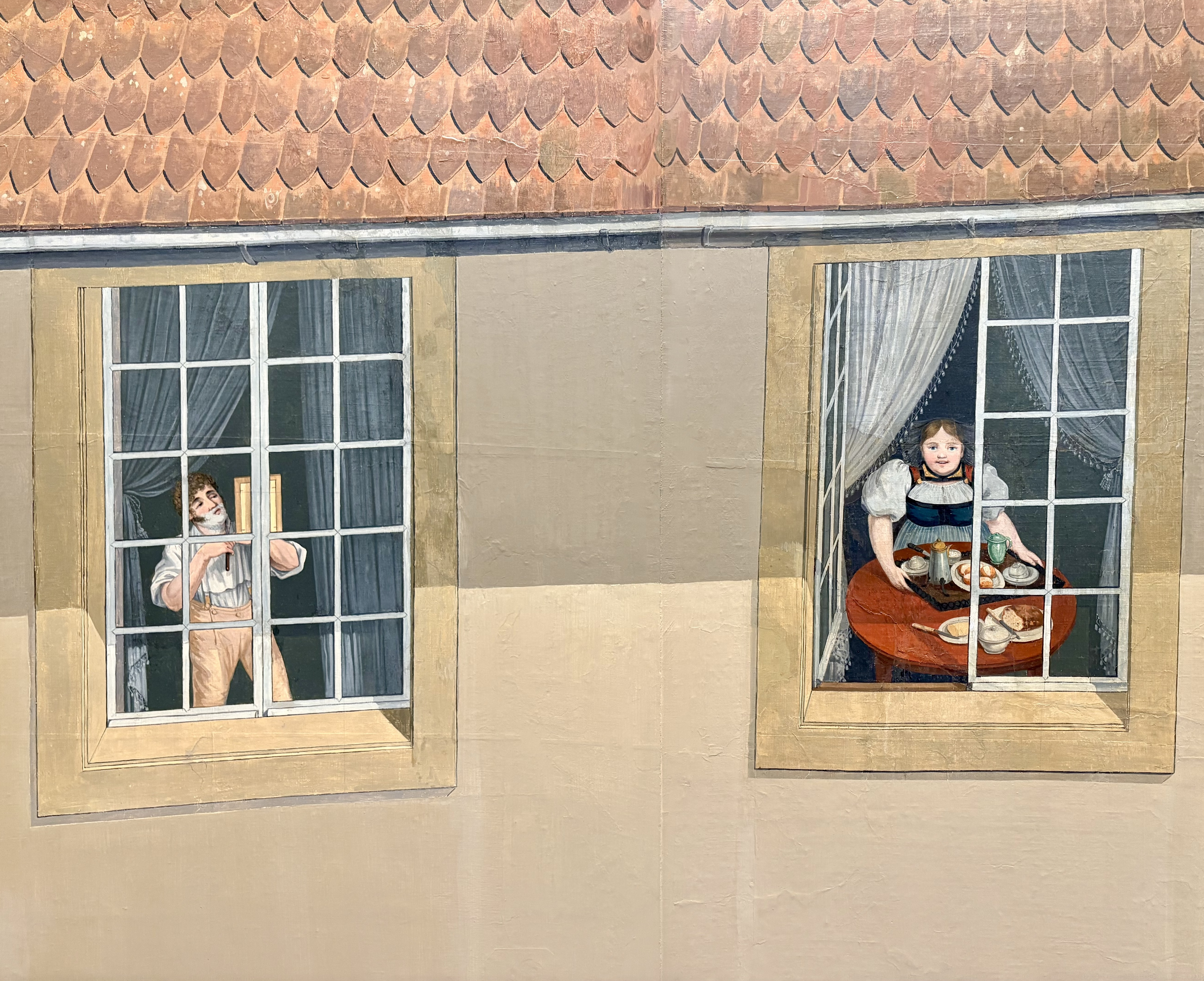
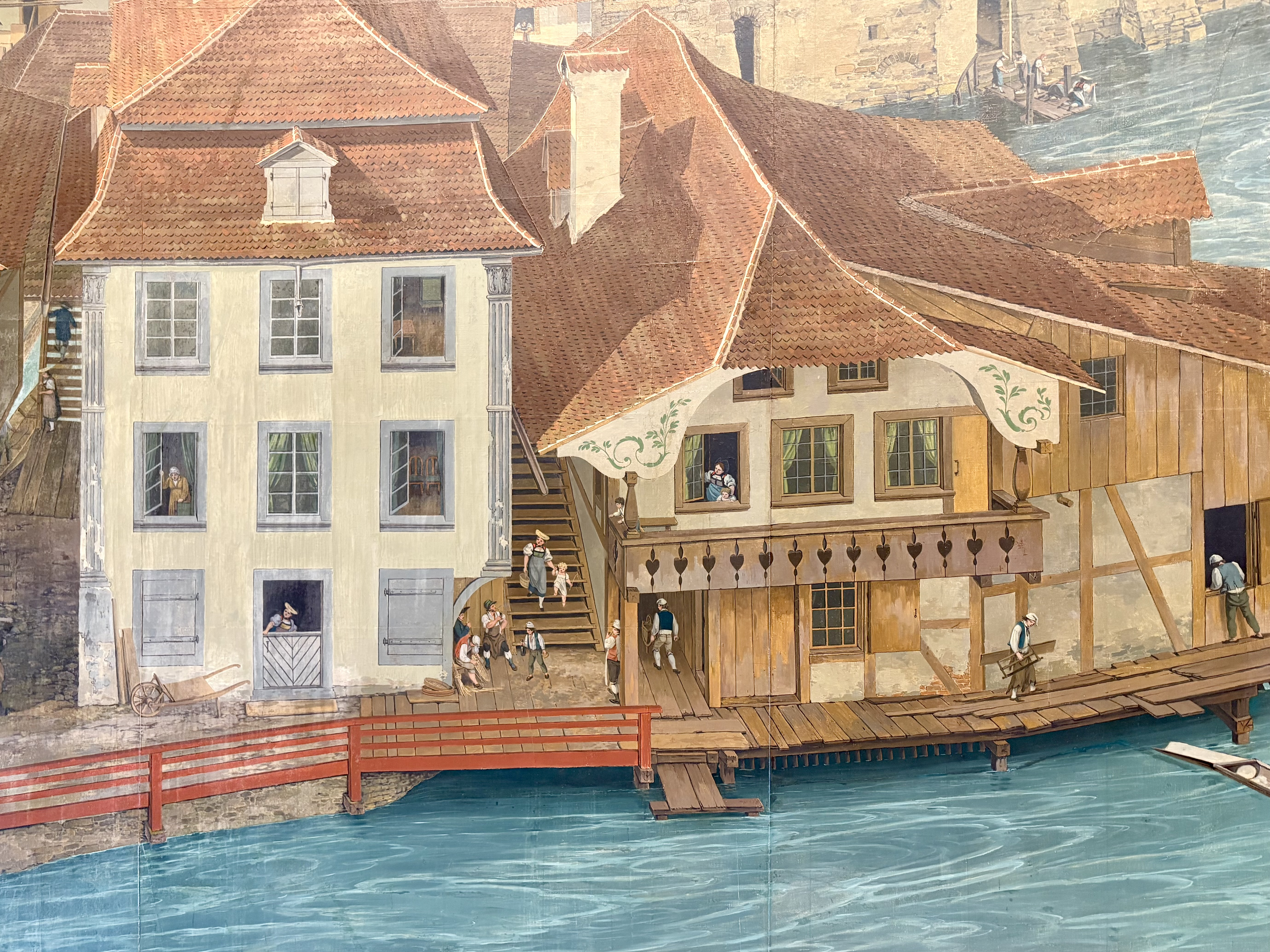

## Ausstellung
Eine Dauerausstellung zum Panorama wurde am 28. März 2015 eröffnet. Sie zeigt das Leben des Malers, seine Arbeit am Panorama und wie das Bild von Basel nach Thun gelangte. Im Eingangsbereich stehen Kleider und viele Accessoires zur Verfügung, mit denen sich Kinder als Personen aus jener Zeit verkleiden können.